# Овинищенская возвышенность
Овинищенская возвышенность — возвышенность, расположенная на северо-востоке Тверской области в бассейне Волги. Название связано с деревней Овинище Весьегонского района. В книгах советского времени упоминается как Восточно-Калининская возвышенность.
Возвышенность вытянута с северо-запада на юго-восток примерно на 100 километров. Охватывает территории Весьегонского, Краснохолмского, Молоковского и Сандовского районов, а также территории Устюженского района Вологодской области, Пестовского района Новгородской области и Брейтовского района Ярославской области.
Наивысшая точка — 267 м, расположена вблизи заброшенной деревни Попадино.
По хребту возвышенности проходит водораздел реки Мологи, а юго-западный склон находится в бассейне Мологи и переходит в Моложскую низину. На юго-восточном склоне берут начало реки — притоки Мологи 1 и 2 порядка (Белая, Лойка, Мелеча, Ратыня и др.). На северо-восточном склоне находятся истоки рек бассейна Рыбинского водохранилища (Звана, Кесьма, Ламь, Реня, Себла и др.).